# Нор-Кесариа
Нор-Кесариа (арм. Նոր Կեսարիա) — село в Армавирской области Армении. Основано в 1949 году.

## География
Село расположено в южной части марза, к северу от реки Аракс, к востоку от автодороги , на расстоянии 16 километров к юго-западу от города Армавир, административного центра области. Абсолютная высота — 910 метров над уровнем моря.
Климат
Климат характеризуется как семиаридный (BSk в классификации климатов Кёппена). Среднегодовая температура воздуха составляет 11,5 °C. Средняя температура самого холодного месяца (января) составляет −3,6 °С, самого жаркого месяца (июля) — 24,7 °С. Расчётная многолетняя норма атмосферных осадков — 305 мм. Наибольшее количество осадков выпадает в мае (52 мм).

## Население
| Год переписи | Население          | Население          | Население          | Население            | Население            | Население            |
| Год переписи | Наличное население | Наличное население | Наличное население | Постоянное население | Постоянное население | Постоянное население |
| Год переписи | Всего              | Мужчины            | Женщины            | Всего                | Мужчины              | Женщины              |
| ------------ | ------------------ | ------------------ | ------------------ | -------------------- | -------------------- | -------------------- |
| 2001         | 1288               | 667                | 621                | 1318                 | 689                  | 629                  |
| 2011         | 1236               | 632                | 604                | 1269                 | 661                  | 608                  |